# 涩谷系
渋谷系（しぶやけい、シブヤ系）是以東京都澀谷（澀谷區宇田川町一帶）為發信地，1990年代流行的日本流行音樂（J-POP）的類型、運動。也指1990年代中期至後期興盛的時尚風格。

## 概要
渋谷系是繼承日本1980年代初期城市流行（CITY-POP）的音樂特徵，並融合管絃樂流行、法語流行、獨立流行等元素。
在1990年代後半的全盛期後，因主要的音樂家轉移至其他類型而衰退。

## 主要音樂家

### 渋谷系
- PIZZICATO FIVE（日语：ピチカート・ファイヴ）
  - 野宮真貴（日语：野宮真貴）
- Original Love（日语：Original Love）
- Flipper's Guitar（日语：フリッパーズ・ギター）
  - 小山田圭吾（Cornelius）
  - 小澤健二（日语：小沢健二）
- 加地秀基（日语：カジヒデキ）（Hideki Kaji）
- Kahimi Karie（日语：カヒミ・カリィ）

### 新渋谷系
- 土岐麻子
- 中田康貴

## 關連項目
- HMV
- 淘兒唱片

## 脚注
1. 1 2 3 4 5  Anon. . AllMusic. n.d.  [2021-07-19]. （原始内容存档于2021-10-08）.
2. 1 2 3 4 5  Reynolds 2011，第168頁.
3. 1 2 3 4  Ohanesian, Liz. . LA Weekly. April 13, 2011  [2021-07-19]. （原始内容存档于2018-08-09）.
4. 1 2  . bounce.com. 2003-05-29  [2008-11-17]. （原始内容存档于2007-08-24） （日语）.
5. 1 2 3 4  Joffe, Justin. . Observer. June 13, 2016  [2021-07-19]. （原始内容存档于2017-02-04）.
6. 1 2 3  Martin, Ian. . The Japan Times. August 28, 2013  [2021-07-19]. （原始内容存档于2021-07-21）.
7. ↑  難波功士. . 関西学院大学社会学部紀要第99号.   [2019-04-30]. （原始内容存档于2018-11-03）.
8. ↑  . CDジャーナル. 2006-01-27  [2018-10-06]. （原始内容存档于2008-02-22）.
9. ↑  McKnight 2009，第451頁.
10. ↑  Michael, Patrick St. . ピッチフォーク. June 11, 2016  [2018-10-06]. （原始内容存档于2021-05-08）.

## 外部連結
- Keikaku
- Shibuya-kei on CDJournal.com （页面存档备份，存于）